# Beta Lupi
Beta Lupi (β Lup) es una estrella de magnitud aparente +2,68, la segunda más brillante de la constelación de Lupus después de Alfa Lupi, y la 111 más brillante del cielo nocturno.
Aunque no tiene nombre propio habitual, a veces recibe el nombre chino de Kekouan o Ke Kwan, compartido con κ Centauri, cuyo significado es el «oficial de caballería».
Beta Lupi es una caliente gigante azul de tipo espectral B2III con una temperatura efectiva de 22.650 K.
Tan luminosa como 13.600 soles, su radio es 7,6 veces más grande que el radio solar.
Su periodo de rotación, calculado a partir de la medida de su velocidad de rotación proyectada (110 km/s), es inferior a 3,4 días.
Muestra una metalicidad —abundancia relativa de elementos más pesados que el helio— inferior a la solar ([M/H] = -0,35 ± 0,11). 
Con una masa estimada de 11 masas solares, su edad aproximada es de sólo 18 millones de años.
Después de pasar por la fase de gigante roja probablemente acabará explosionando como una supernova.
Beta Lupi es una variable del tipo Beta Cephei, similar a Murzim (β Canis Majoris) a la arriba citada Alfa Lupi. Es una variable multiperiódica con un período principal de 5,57 horas, aunque no se conoce bien su amplitud de variación.
Como otras estrellas de tipo O y B de la constelación de Lupus, Beta Lupi forma parte de una asociación estelar OB llamada subasociación «Centaurus Superior-Lupus» o UCL, que a su vez forma parte de la gran asociación Scorpius-Centaurus. Beta Lupi se encuentra a 524 años luz de distancia del sistema solar.